# Bema
Bema ali bima je povišana ploščad. V antičnih Atenah je bila uporabljena kot govorniški oder. V sinagogah je znana tudi kot bimah in je prostor za branje Tore. V pravoslavnih cerkvah je bema postavljena v območje okoli oltarja ali svetišča. V antiki je bila narejena iz kamna, v sodobnem času je običajno pravokotna lesena ploščad dostopna po stopnicah. 

## Judovstvo
V sinagogi je bimah znana tudi kot almemar ali almemor (ploščad), kot na primer pri Aškenazih  (from the Arabic, al-minbar, meaning ‘platform’) (v arabščini al-minbar). Post-bibličns hebrejska bima (בּימה) ali prižnica, bodisi izvira iz besede bama (בּמה) za 'visoko mesto' ali pa iz starogrške besede za dvignjeno ploščad bema (βῆμα ); Stari Grki so si besedo samo izposodili iz semitščine, preko Feničanov) . Med Sefardskimi Judi je znana kot tevah (dobesedno ‘škatla, zaboj’ v hebrejščini) ali migdal-etz (lesen stolp'). 
Običajno je za dve do tri stopnice povišana, kot so bile bimah v templju. Ob praznovanju praznika Šavuot, ko so sinagoge okrašene s cvetjem, imajo velike sinagoge posebne loke, ki potekajo preko bimah in so okrašeni s cvetjem. Pomembnost bimah se kaže v tem, da je bralec najbolj pomemben v danem trenutku in da ga je lažje slišati ko bere Tore. Tipična bimah ima ograjo. To je bil verski pogoj za varnost in je bila visoka med 83 in 127 cm. Nižje bimah (celo eno stopnico) imajo ograjo kot praktični ukrep za preprečevanje padcev.
V sinagogah je bimah standard za prostor iz katerega se bere dele Tore  (parashah in haftarah). V pravoslavnem judovstvu se bimah nahaja v centru sinagoge, ločena od Svete skrinje. V drugih vejah judovstva, sta bimah in ladja združeni.

## Stara Grčija
Pri Starih Grkih je bema (βῆμα) pomenila 'ploščad' in 'stopnico' in izvira iz besede bainein (βαίνειν, 'iti'). Prvotna uporaba beme v Atenah je bila v svojstvu sodišča, iz katerega je govornik nagovoril državljane kot tudi sodni zbor, na primer v Pnyxu. V grškem sodnem pravu sta stranki v sporu predstavili svoje argumente vsaka na ločenih bemah.
Pri metonimiji je bema tudi kraj sodbe, pri čemer je podaljšana za dvignjen sedež sodnika, kot je opisano v Novi zavezi, v Mateju 27:19 in Janezu 19:13 in še bolj, kot sedež rimskega cesarja v Aktu 25:10 in Boga, v Rimskem 14:10, ko je govoril v sodbi.

## Krščanstvo
Ceremonialna uporaba beme izvira iz judovstva v zgodnjekrščanski sakralni arhitekturi. Prvotno je bila postavljena ploščad z govorniškim pultom in sedeži za duhovščino, ki so brali lekcije iz Svetega pisma in pridigali. V zahodnem krščanstvu se je bema sčasoma razvila v prezbiterij in prižnico.
V Vzhodnem krščanstvu bema ostaja ime za ploščad, ki sestavlja svetišče; je sestavni del območja za ikonostasom in ploščadi pred njo, iz katere diakon vodi litanije (ektenias) skupaj z ambonom iz katerega duhovnik pridiga in daje sveto obhajilo. Lahko ima eno ali več stopnic. Bema je sestavljena iz oltarja (območje za ikonostasom), soleas (dejavnost pred ikonostasom) in ambona (območje pred Svetiimi vrati, ki so proti zahodu  ladje). Pravoslavni laiki običajno ne hodijo na bemo, razen kadar prejemajo sveto obhajilo.